# Nécropole nationale de Chambry
La nécropole nationale de Chambry est un cimetière militaire de la Première Guerre mondiale, situé sur le territoire de la commune de Chambry, dans le département de Seine-et-Marne.

## Historique
La nécropole nationale de Chambry a été créée en 1914 pour inhumer les morts français de la bataille de l'Ourcq. Entre les deux guerres, de 1924 à 1936, on y a regroupé les dépouilles de soldats provenant d'autres cimetières de Seine-et-Marne. Parmi ces dépouilles, des soldats de la brigade marocaine, jusque là inhumés à Neufmontiers. 

## Caractéristiques
La nécropole nationale de Chambry, située au lieu-dit, la Pointe Fourgon, a une superficie de 0,36 ha. 1 331 soldats français y sont enterrés, 341 dans des tombes individuelles, 990 dans quatre ossuaires.

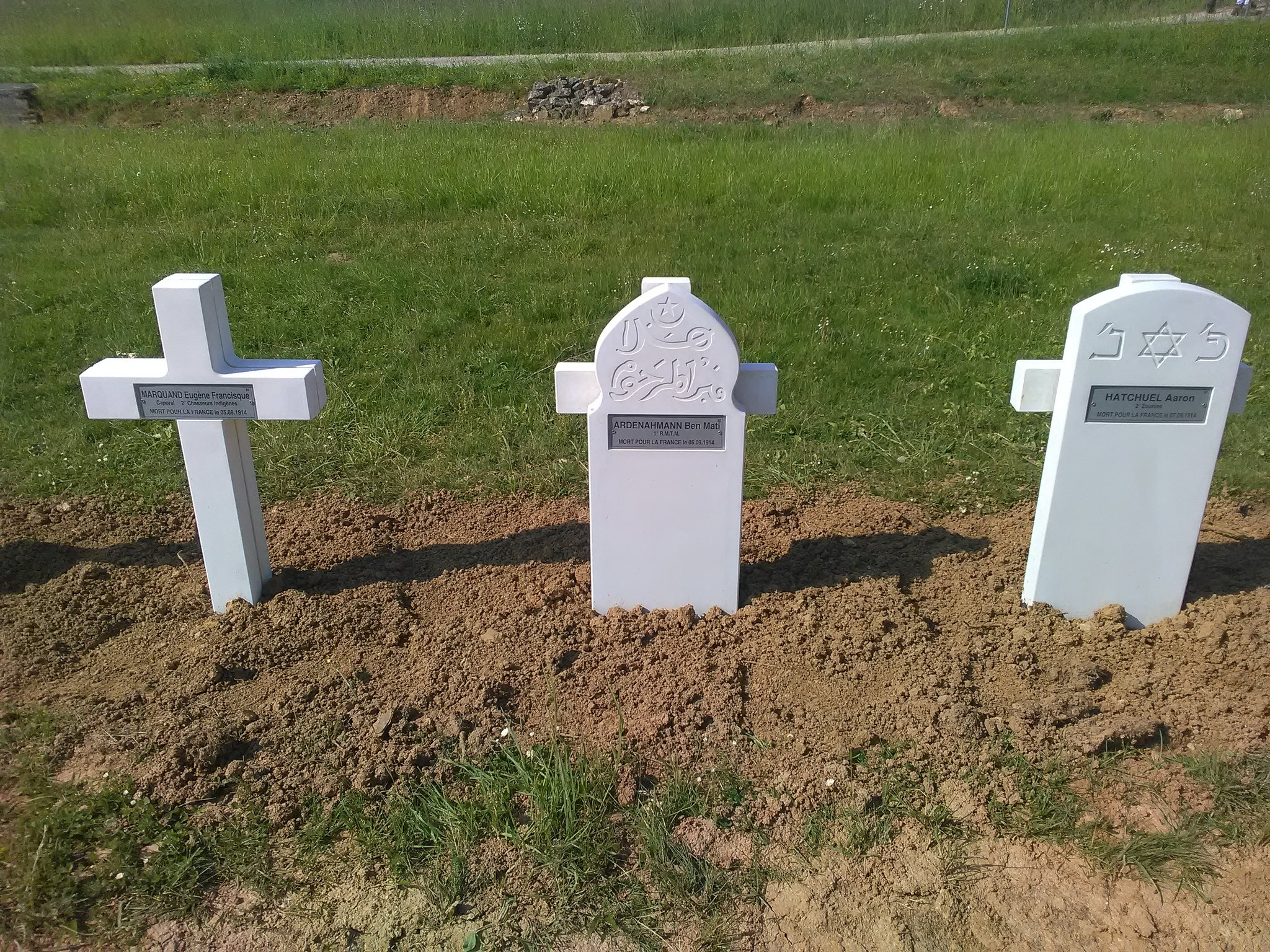
Tombes chrétienne, musulmane et juive.

La nécropole est une des rares en France à aligner successivement une tombe chrétienne, musulmane et juive.